# Stob a' Choire Mheadhoin
Stob a' Choire Mheadhoin är ett berg i Storbritannien.   Det ligger i kommunen Highland och riksdelen Skottland, i den nordvästra delen av landet, 700 km nordväst om huvudstaden London. Toppen på Stob a' Choire Mheadhoin är 1 105 meter över havet, eller 598 meter över den omgivande terrängen. Bredden vid basen är 8,2 km.
Terrängen runt Stob a' Choire Mheadhoin är huvudsakligen kuperad. Stob a' Choire Mheadhoin ligger uppe på en höjd som går i öst-västlig riktning.Runt Stob a' Choire Mheadhoin är det mycket glesbefolkat, med 3 invånare per kvadratkilometer. Närmaste större samhälle är Spean Bridge, 12,3 km nordväst om Stob a' Choire Mheadhoin. Trakten runt Stob a' Choire Mheadhoin består i huvudsak av gräsmarker.